# 静岡県道158号大坂富士宮線
静岡県道158号大坂富士宮線（しずおかけんどう158ごう おおさかふじのみやせん）は、静岡県富士市から同県富士宮市に至る一般県道である。

## 概要

### 路線データ
- 起点：静岡県富士市大淵（国道469号・静岡県道72号富士白糸滝公園線交点）
- 終点：静岡県富士宮市東町（静岡県道76号富士富士宮由比線交点）

## 沿革
- 1972年（昭和47年）3月28日 - 認定[1]

## 通過する自治体
- 静岡県
  - 富士市
  - 富士宮市

## 接続する道路
- 国道469号・静岡県道72号富士白糸滝公園線（起点：富士市大淵）
- 静岡県道397号富士根停車場線（富士宮市大岩橋戸）
- 国道139号（東阿幸地交差点）

この間西行き一方通行の区間あり（富士宮市阿幸地町地内）
この間北行き一方通行の区間あり（富士宮市矢立町 - 富士宮市東町（終点））
- 静岡県道76号富士富士宮由比線（終点：富士宮市東町）

## 周辺
- JR身延線 富士宮駅
- 富士宮市役所
- 静岡県立富士宮東高等学校
- 静岡県立富岳館高等学校
- 富士市立大淵第二小学校
- 富士宮市立第一中学校
- 富士宮市立東小学校
- 富士宮郵便局
- 四国パック 本社工場
- シンコーラミ工業 本社
- ピアゴ 富士宮店
- エスポット 富士宮店

## その他
- 「静岡県例規集」での路線名は「大阪富士宮線」となっているが、道路標識では「大坂富士宮線」となっている[2]。